# فهرست شهرهای بنگلادش
بنگلادش کشوری در جنوب آسیا است که از ۸ استان (بنگالی: বিভাগ، Bibhag) تشکیل شده و دارای صدها شهر، شهرک و ناحیه شهری است. این کشور یکی از پرجمعیت‌ترین کشورهای جهان است و شهرهای آن در سطوح مختلف اقتصادی، فرهنگی و اداری نقش مهمی ایفا می‌کنند.

## ساختار شهری
در بنگلادش، شهرها در دسته‌های زیر طبقه‌بندی می‌شوند:
- کلان‌شهرها (Metropolitan Cities): شهرهایی با جمعیت بالا و مدیریت شهری پیشرفته، تحت نظارت شهرداری کلان‌شهری (City Corporation).
- شهرهای شهرداری (Municipalities یا Pourashava): شهرهایی با جمعیت کمتر که مدیریت آن‌ها توسط شهرداری‌های محلی انجام می‌شود.
- شهرهای برنامه‌ریزی‌نشده یا در حال توسعه: مناطق شهری که هنوز به‌طور کامل شهرداری ندارند ولی در حال رشد هستند.

### شهرهای بزرگ بنگلادش
| نام شهر   | استان     | جمعیت (تقریبی، آخرین سرشماری) | وضعیت اداری      |
| --------- | --------- | ----------------------------- | ---------------- |
| داکا      | داکا      | +۸٬۹۰۰٬۰۰۰                    | کلان‌شهر (پایتخت) |
| چیتاگونگ  | چیتاگونگ  | +۲٬۵۰۰٬۰۰۰                    | کلان‌شهر          |
| خولنا     | خولنا     | +۷۰۰٬۰۰۰                      | کلان‌شهر          |
| راجشاهی   | راجشاهی   | +۴۵۰٬۰۰۰                      | کلان‌شهر          |
| سیلهت     | سیلهت     | +۵۰۰٬۰۰۰                      | کلان‌شهر          |
| باریسال   | باریسال   | +۳۰۰٬۰۰۰                      | کلان‌شهر          |
| رانگپور   | رانگپور   | +۳۲۰٬۰۰۰                      | کلان‌شهر          |
| کومیلا    | چیتاگونگ  | +۳۰۰٬۰۰۰                      | شهرداری          |
| بوگرا     | راجشاهی   | +۲۲۰٬۰۰۰                      | شهرداری          |
| مایمن‌سینگ | مایمن‌سینگ | +۲۸۰٬۰۰۰                      | شهرداری          |

### شهرها بر پایه استان

#### استان داکا
- داکا
- ناراینگنج
- تانگاٴیل
- مانیک‌گنج
- مایمن‌سینگ

#### استان چیتاگونگ
- چیتاگونگ
- کومیلا
- کاکس‌بازار
- فنی
- بندربان

#### استان خولنا
- خولنا
- جسور
- ساتکیر
- بگرهات

#### استان راجشاهی
- راجشاهی
- بوگرا
- نوگائون
- ناوابه‌گنج

#### استان سیلهت
- سیلهت
- حبیب‌گانج
- مائولوی‌بازار

#### استان باریسال
- باریسال
- پتواکالی
- بوریشال
- جوال‌هات

#### استان رانگپور
- رانگپور
- دیناجپور
- کوری‌گرام

#### استان مایمن‌سینگ
- مایمن‌سینگ
- جامال‌پور
- شری‌پور